# Lyman Hine
Lyman Northrop Hine (Brooklyn, 22 giugno 1888 – Parigi, 5 marzo 1930) è stato un bobbista statunitense.

## Biografia
Ai II Giochi olimpici invernali (edizione disputatasi nel 1928 a Sankt Moritz, Svizzera) vinse la medaglia d'argento nel Bob a 4 con i connazionali Jennison Heaton, Thomas Doe, David Granger e Jay O'Brien partecipando nella prima squadra statunitense, arrivando dietro la seconda statunitense (medaglia d'oro) ma superando la prima tedesca (medaglia di bronzo).
Il tempo totalizzato fu di 3:21,0 con un minimo distacco dalla prima e terza nazionale classificata (3:20,5 e 3:21,9 gli altri tempi medagliati). Morì in un tragico incidente automobilistico.